# برایس هاپل
برایس هاپل (انگلیسی: Bryce Hoppel؛ زادهٔ ۵ سپتامبر ۱۹۹۷) ورزشکار دو و میدانی اهل ایالات متحده آمریکا است.